# ディアンジェロ・ラッセル
- デアンジェロ・ラッセル

ディアンジェロ・ダンテ・ラッセル（D'Angelo Danté Russell, 1996年2月23日 - ）は、アメリカ合衆国ケンタッキー州ルイビル出身のプロバスケットボール選手。NBAのダラス・マーベリックスに所属している。ポジションはポイントガード。

## 経歴

### ハイスクール

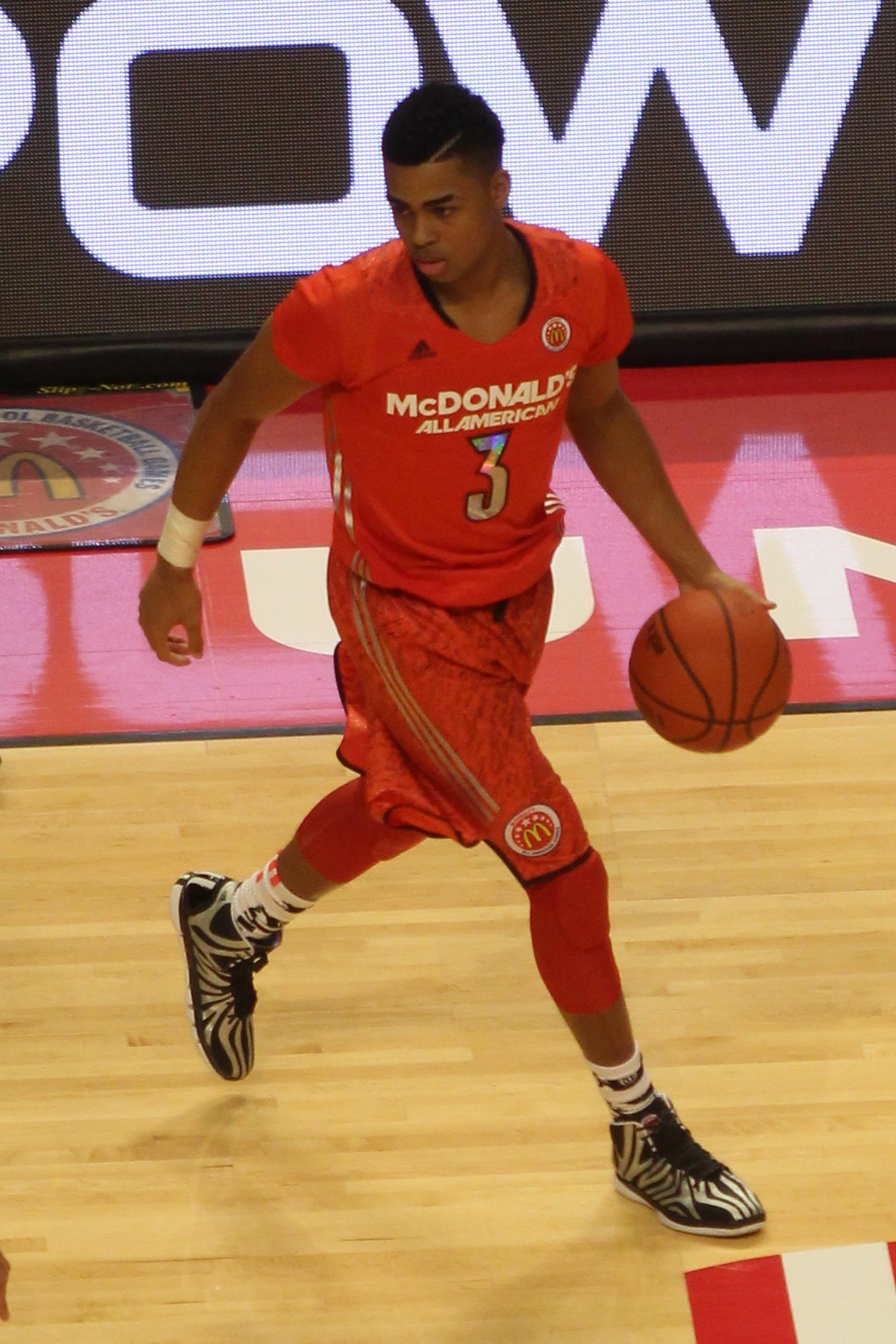
マクドナルド・オール・アメリカンでのラッセル（2014年）

フロリダ州にあるモントヴェルデ・アカデミー高ではベン・シモンズとともに2年連続の全米王者に導き、マクドナルド・オール・アメリカンに選ばれた。オハイオ州立大学進学後も主力として活躍。オールビッグ10ファーストチーム、カンファレンス新人王を受賞した。2015年のNBAドラフトのアーリーエントリーを表明し、1位指名の予想もあったなかロサンゼルス・レイカーズに1巡目2位で指名された。

### カレッジ
2015年1月9日のメリーランド大学戦でキャリアハイの14リバウンドを記録して勝利し、その後1月21日の試合でキャリアハイの33得点を記録し、試合に勝利した。NCAAトーナメント中、ラッセルはVCU戦で28得点を記録し、延長戦の末に75-72で勝利した。しかし次のラウンドでアリゾナ大学に73-58で敗れた。オスカーロバートソントロフィー、ウェイマンティスデール賞、ジェリーウェスト賞を受賞し、コンセンサスのファーストチームオールアメリカン、およびファーストチームオールビッグテンとビッグテンフレッシュマンオブザイヤーに選ばれた。2014-15年シーズンは35試合に出場して平均19.3得点、5.7リバウンド、5.0アシスト、1.6スティールを記録した。シーズン終了後、2015年のNBAドラフトにアーリーエントリーすることを表明した。

### ロサンゼルス・レイカーズ

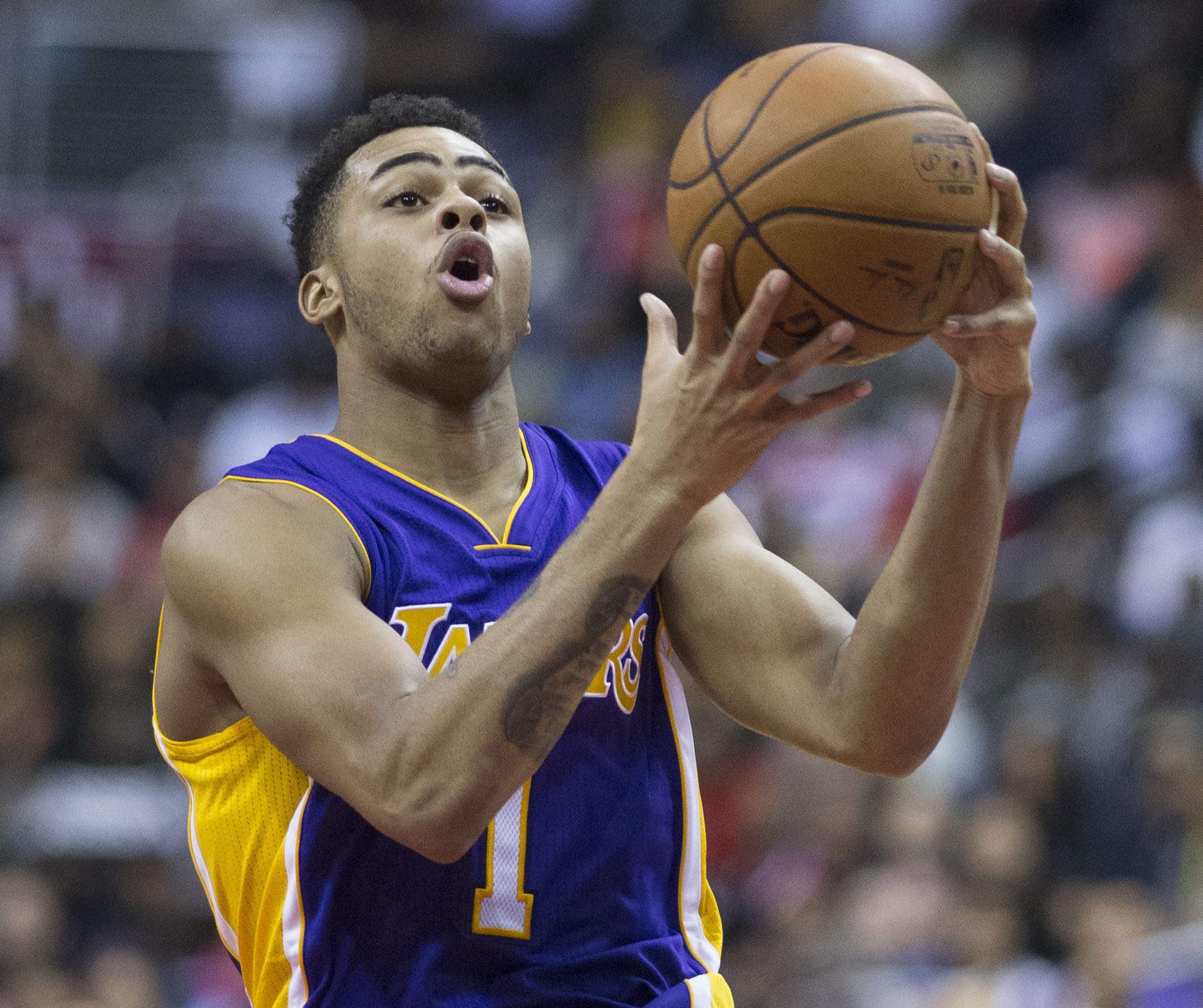
レイカーズでのラッセル(2015年)

2015年6月25日に行われたNBAドラフトにて1巡目全体2位でロサンゼルス・レイカーズから指名された。12月4日のアトランタ・ホークス戦で16得点、10リバウンドで初のダブル・ダブルを達成。2016のライジング・スターズ・チャレンジに出場し22得点、7アシストを記録した。3月1日のブルックリン・ネッツ戦でキャリアハイの39得点を記録し、これは2015-16年シーズンのルーキーの中で最多得点であり、レイカーズがロサンゼルスに移転してからの新人記録でもある。また8本の3ポイントシュートを決め、ルーキーでは歴代2位そしてレイカーズのルーキー記録であった。チーム・ルーキーで1位となる1.2スティールを記録。レイカーズの新人記録となる130本の3ポイントシュートを決め130本を決めた最年少プレイヤーになった。NBAオールルーキーチームセカンドチームに選出された。
11月15日のネッツ戦で32得点を記録するなど順調な滑り出しだったが11月23日に左膝にPRP注射をし2週間後に復帰した。2月2日のワシントン・ウィザーズ戦でキャリアハイとなる11アシストを記録。2年連続でライジング・スターズ・チャレンジに選出された。3月19日のクリーブランド・キャバリアーズ戦ではレイカーズの最年少記録となる40得点を記録した。

### ブルックリン・ネッツ

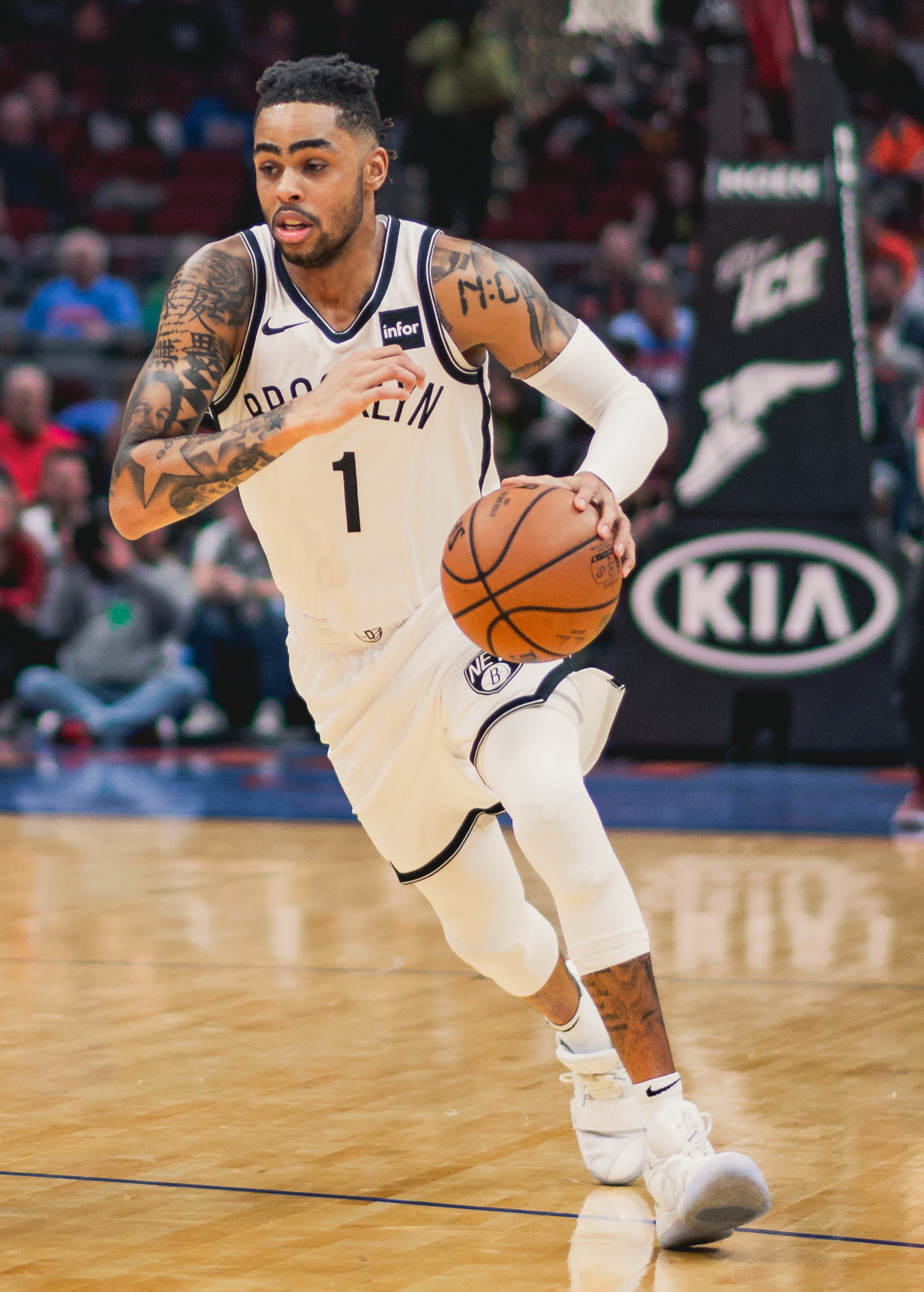
ネッツ時代のラッセル（2019年）

2017年6月23日にブルック・ロペスと2017年ドラフト指名権（後にカイル・クーズマになる）とのトレードで、ティモフェイ・モズコフとともにネッツへ移籍した。
2017-18シーズン、2017年10月18日の開幕戦でインディアナ・ペイサーズに140-131で敗北したが、30得点、5アシストを記録した。10月31日、フェニックス・サンズに122-114で敗れたが、シーズンハイの33得点を記録した。11月17日にネッツはラッセルが同月11日のユタ・ジャズ戦で負った故障のため左膝の手術を行ったと発表した。負傷するまでの12試合で平均20.9得点、5.7アシストを記録していた。2018年1月19日に行われたマイアミ・ヒート戦で32試合の欠場を経て手術から復帰し、約14分プレーした。3月13日のトロント・ラプターズ戦で32得点を記録、試合はラプターズに116-102で敗れた。この試合では第1クォーターだけで24得点を記録し、ネッツの選手が第1クォーターに記録した得点としては、2005年4月4日のボストン・セルティックス戦でヴィンス・カーターが24得点を記録して以来の高得点となった。3月23日のラプターズ戦で自身初となるトリプルダブルを記録した。2010年4月9日にテレンス・ウィリアムズが記録して以来、ネッツでは初のトリプルダブルとなった。
2018-19シーズン、2019年12月18日の試合では古巣のレイカーズを相手に22得点、13アシストを記録し、勝利。2019年1月18日のオーランド・マジック戦で当時のキャリアハイ・タイとなる40得点を記録した。第14週目（1月14日 - 20日）の週間最優秀選手賞にも輝くなどチームを牽引。2月には、ケガのビクター・オラディポに代わりオールスターゲームのリザーブ枠に選出された。同ゲーム出場は、ネッツの選手としては2013-14シーズンのジョー・ジョンソン以来となる。この年はエースに成長し、チームを42勝40敗のイースタンカンファレンス6位でプレーオフ進出に導いた。

### ゴールデンステート・ウォリアーズ
2019年6月30日にサイン&トレードでゴールデンステート・ウォリアーズへ移籍し、4年総額1億7000万ドルの契約を結んだ。2019年11月8日のミネソタ・ティンバーウルブズ戦でキャリアハイとなる52得点を記録した。ステフィン・カリー、クレイ・トンプソンの両エースを故障で欠き、リーグ最下位に低迷するチームにおいて、キャリアハイの平均23.6得点を記録するなど奮闘した。

### ミネソタ・ティンバーウルブズ
2020年2月6日にアンドリュー・ウィギンズとドラフト指名権（後にジョナサン・クミンガとなる）とのトレードで、オマリ・スペルマン、ジェイコブ・エバンスと共にミネソタ・ティンバーウルブズへ移籍した。

### レイカーズ復帰
2023年2月9日に3チーム間のトレードで、ジャレッド・バンダービルト、マリーク・ビーズリーと共に古巣のレイカーズへ移籍した。
2月15日のユタ・ジャズ戦でキャリアハイを更新する17アシストを記録した
。3月23日のフィラデルフィア・セブンティシクサーズで4本の3ポイントを成功させ、1シーズンのスリーポイント成功数を187とし、これまでニック・バン・エクセルが持っていた183回というレイカーズの1シーズンにおける3ポイント球団最多成功数を上回った。

### ネッツ復帰
2024年12月29日にドリアン・フィニー＝スミス、シェイク・ミルトンとのトレードで、マクスウェル・ルイス、3本のドラフト2巡目指名権と共に古巣のネッツへ移籍した。

## プレースタイル
独特なリズムや高精度の外角シュートやフローターなど優れた得点技術と、ピンポイントで通す高いパススキルで味方の高いシュート成功率を引き出している。また、素早いトランジションを数多く生み出すゲームメイクを得意とする。課題だった守備もゾーンディフェンスなどではアンカーになるなど、改善を続けている。

## 個人成績

### NBA

#### レギュラーシーズン
| シーズン     | チーム       | GP  | GS  | MPG  | FG%  | 3P%  | FT%  | RPG | APG | SPG | BPG | PPG  |
| ------------ | ------------ | --- | --- | ---- | ---- | ---- | ---- | --- | --- | --- | --- | ---- |
| 2015–16      | LAL          | 80  | 48  | 28.2 | .410 | .351 | .737 | 3.4 | 3.3 | 1.2 | .2  | 13.2 |
| 2016–17      | LAL          | 63  | 60  | 28.7 | .405 | .352 | .782 | 3.5 | 4.8 | 1.4 | .3  | 15.6 |
| 2017–18      | BKN          | 48  | 35  | 25.7 | .414 | .324 | .740 | 3.9 | 5.2 | .8  | .4  | 15.5 |
| 2018–19      | BKN          | 81  | 81  | 30.2 | .434 | .369 | .780 | 3.9 | 7.0 | 1.2 | .2  | 21.1 |
| 2019–20      | GSW          | 33  | 33  | 32.1 | .430 | .374 | .785 | 3.7 | 6.2 | .9  | .3  | 23.6 |
| 2019–20      | MIN          | 12  | 12  | 32.7 | .412 | .345 | .873 | 4.6 | 6.6 | 1.4 | .3  | 21.7 |
| 2020–21      | MIN          | 42  | 26  | 28.5 | .431 | .387 | .765 | 2.6 | 5.8 | 1.1 | .4  | 19.0 |
| 2021–22      | MIN          | 65  | 65  | 32.0 | .411 | .340 | .825 | 3.3 | 7.1 | 1.0 | .3  | 18.1 |
| 2022–23      | MIN          | 54  | 54  | 32.9 | .465 | .391 | .856 | 3.1 | 6.2 | 1.1 | .4  | 17.9 |
| 2022–23      | LAL          | 17  | 17  | 30.9 | .484 | .414 | .735 | 2.9 | 6.1 | .6  | .5  | 17.4 |
| 2023–24      | LAL          | 76  | 69  | 32.7 | .456 | .415 | .828 | 3.1 | 6.3 | .9  | .5  | 18.0 |
| 2024–25      | LAL          | 29  | 10  | 26.3 | .415 | .333 | .849 | 2.8 | 4.7 | .8  | .1  | 12.4 |
| 2024–25      | BKN          | 29  | 26  | 24.7 | .367 | .297 | .826 | 2.8 | 5.6 | 1.1 | .7  | 12.9 |
| 通算         | 通算         | 629 | 536 | 29.8 | .427 | .365 | .796 | 3.4 | 5.7 | 1.1 | .3  | 17.3 |
| オールスター | オールスター | 1   | 0   | 12.0 | .400 | .400 | ---  | 1.0 | 3.0 | .0  | .0  | 6.0  |

#### プレーオフ
| シーズン | チーム | GP | GS | MPG  | FG%  | 3P%  | FT%  | RPG | APG | SPG | BPG | PPG  |
| -------- | ------ | -- | -- | ---- | ---- | ---- | ---- | --- | --- | --- | --- | ---- |
| 2019     | BKN    | 5  | 5  | 29.6 | .359 | .324 | .846 | 3.6 | 3.6 | 1.4 | .2  | 19.4 |
| 2022     | MIN    | 6  | 6  | 32.7 | .333 | .387 | .793 | 2.5 | 6.5 | 1.5 | .0  | 12.0 |
| 2023     | LAL    | 16 | 15 | 29.6 | .426 | .310 | .769 | 2.9 | 4.6 | .7  | .3  | 13.3 |
| 2024     | LAL    | 5  | 5  | 36.9 | .384 | .318 | .500 | 2.8 | 4.2 | .8  | .2  | 14.2 |
| 通算     | 通算   | 32 | 31 | 31.3 | .388 | .327 | .772 | 2.9 | 4.8 | 1.0 | .2  | 14.2 |

### カレッジ
| シーズン | チーム           | GP | GS | MPG  | FG%  | 3P%  | FT%  | RPG | APG | SPG | BPG | PPG  |
| -------- | ---------------- | -- | -- | ---- | ---- | ---- | ---- | --- | --- | --- | --- | ---- |
| 2014–15  | オハイオステート | 35 | 35 | 33.9 | .449 | .411 | .756 | 5.7 | 5.0 | 1.6 | .3  | 19.3 |